# Centralhotellet, Örebro

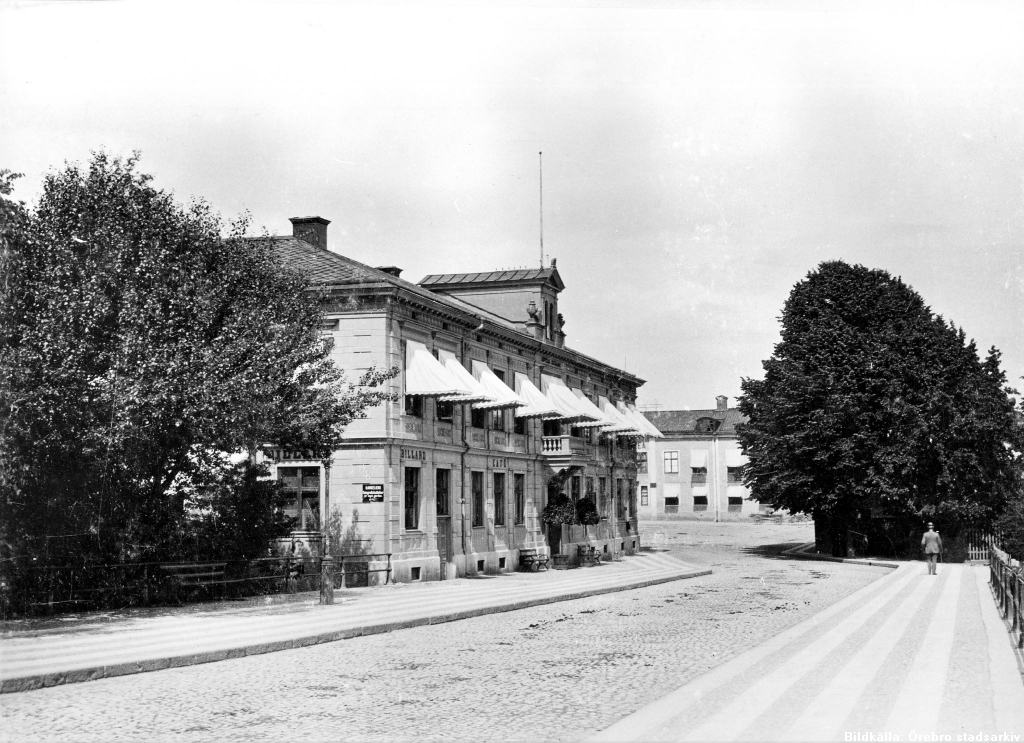
Björkegrens hotell, Centralhotellet, sedermera varuhuset EPA, omkring år 1890-1900. Burenstamska huset i bakgrunden.

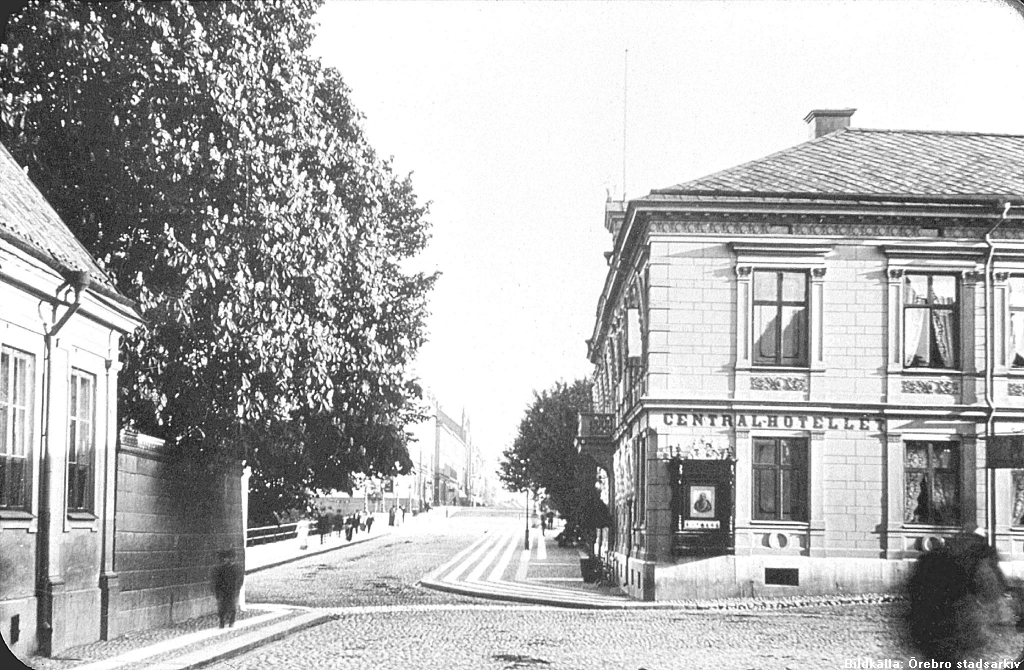
Centralhotellet ca. år 1900. Åkerhielmska gården till vänster.

Centralhotellet var en byggnad i centrala Örebro. Den hade adress Storgatan 3, och gränsade även mot Järntorget. Huset uppfördes 1862 som Björkegrens hotell. Det bytte namn till Centralhotellet. Senare hade Örebros första EPA-varuhus lokaler i bottenvåningen.
Huset revs i mitten av 1980-talet.